# Scrupocellaria cornigera
Scrupocellaria cornigera är en mossdjursart som först beskrevs av Pourtalès 1867.  Scrupocellaria cornigera ingår i släktet Scrupocellaria och familjen Candidae. Inga underarter finns listade i Catalogue of Life.